# Indywidualne Mistrzostwa Świata Juniorów na Żużlu 2006
Indywidualne Mistrzostwa Świata Juniorów na Żużlu 2006 – cykl turniejów żużlowych mających wyłonić najlepszych żużlowców do lat 21 na świecie. Tytuł wywalczył Polak Karol Ząbik.

## Finał
- 2 września 2006 r. (sobota),  Terenzano

| Msc. | Zawodnik             | Kraj            | Pkt   |              |  |
| ---- | -------------------- | --------------- | ----- | ------------ |  |
| 1    | Karol Ząbik          | Polska          | 13 +3 | (3,3,2,2,3)  |  |
| 2    | Antonio Lindbäck     | Szwecja         | 12 +2 | (2,1,3,3,3,) |  |
| 3    | Christian Hefenbrock | Niemcy          | 12 +1 | (3,1,3,3,2)  |  |
| 4    | Fredrik Lindgren     | Szwecja         | 14 +w | (3,3,3,2,3)  |  |
| 5    | Paweł Miesiąc        | Polska          | 8     | (3,0,3,1,1)  |  |
| 6    | Adrian Miedziński    | Polska          | 8     | (0,2,1,3,2)  |  |
| 7    | Paweł Hlib           | Polska          | 8     | (1,3,1,2,1)  |  |
| 8    | Zdeněk Simota        | Czechy          | 6     | (0,0,2,3,1)  |  |
| 9    | Ricky Kling          | Szwecja         | 6     | (1,0,2,1,2)  |  |
| 10   | Henrik Möller        | Dania           | 6     | (0,2,2,1,1)  |  |
| 11   | Jurica Pavlic        | Chorwacja       | 5     | (2,0,0,0,3)  |  |
| 12   | Chris Holder         | Australia       | 5     | (1,3,1,w,0)  |  |
| 13   | Mattia Carpanese     | Włochy          | 5     | (2,1,0,2,u)  |  |
| 14   | Sebastian Aldén      | Szwecja         | 4     | (2,2,0,0,d)  |  |
| 15   | Daniel King          | Wielka Brytania | 4     | (1,2,0,1,w)  |  |
| 16   | Robert Pettersson    | Szwecja         | 2     | (0,1,1,0,–)  |  |
|      | rez. Troy Batchelor  | Australia       | 2     | (2)          |  |
|      | rez. Luboš Tomíček   | Czechy          | ns    |              |  |

Bieg po biegu
1. Ząbik, Carpanese, King, Miedziński
2. Miesiąc, Aldén, Kling, Moller
3. Hefenbrock, Lindbäck, Holder, Petterson
4. Lindgren, Pavlic, Hlib, Simota
5. Lindgren, King, Lindbäck, Kling
6. Hlib, Miedziński, Petterson, Miesiąc
7. Holder, Aldén, Carpanese, Pavlic
8. Ząbik, Moller, Hefenbrock, Simota
9. Miesiąc, Simota, Holder, King
10. Hefenbrock, Kling, Miedziński, Pavlic
11. Lindbäck, Moller, Hlib, Carpanese
12. Lindgren, Ząbik, Petterson, Aldén
13. Hefenbrock, Hlib, King, Aldén
14. Miedziński, Lindgren, Moller, Holder (u/w)
15. Simota, Carpanese, Kling, Petterson
16. Lindbäck, Ząbik, Miesiąc, Pavlic
17. Pavlic, Batchelor (za Pettersona), Moller, King (u/w)
18. Lindbäck, Miedziński, Simota, Aldén(d)
19. Lindgren, Hefenbrock, Miesiąc, Carpanese (u)
20. Ząbik, Kling, Hlib, Holder
21. Wielki Finał: Ząbik (D), Lindbaeck (C), Hefenbrock (B), Lindgren (A) (u/w)